# Gustavo Nicastro
Gustavo Nicastro (Napoli, 5 novembre 1869 – Viareggio, 20 gennaio 1940) è stato un ammiraglio e politico italiano, partecipò alla guerra italo-turca come comandante della nave da battaglia Re Umberto. All'inizio della grande guerra fu comandante dell'esploratore Quarto, poi comandante della base navale di Valona durante le fasi dell'evacuazione via mare dell'esercito serbo, e comandante dell'incrociatore corazzato Pisa. Dal 29 novembre 1917 al 12 ottobre 1918 alzò la sua insegna sull'incrociatore coloniale Campania, nave ammiraglia della stazione navale di Tripoli, come comandante navale superiore in Libia. Comandante della divisione da battaglia della flotta (1º maggio 1919 - 21 marzo 1923), Comandante superiore del corpo Reali Equipaggi, vicepresidente del Consiglio superiore di marina (1º dicembre 1925 - 22 ottobre 1926), e comandante dell'armata navale (22 dicembre 1926 - 16 marzo 1928). Nominato Senatore del Regno d'Italia dal 22 dicembre 1928, fu membro supplente della Commissione d’istruzione dell'Alta Corte di giustizia (dal 1 maggio 1934 al 15 gennaio 1940), e membro della Commissione dei Lavori pubblici e delle Comunicazioni dal 17 aprile 1939 fino alla sua morte.

## Biografia
Nacque a Napoli il 5 novembre 1869, figlio  di Gaspare e Antonia Baldi. Arruolatosi nella Regia Marina, il 3 novembre 1882 entrò come allievo presso la Regia Accademia Navale di Livorno, da cui uscì il 1º luglio 1888 con la nominato a guardiamarina nel corpo dello Stato maggiore generale. Promosso sottotenente di vascello il 1º luglio 1889, con questo grado fu imbarcato sulle navi da battaglia Italia e Ruggiero di Lauria, sugli arieti-torpedinieri Giovanni Bausan, Etna, Vesuvio e su altre unità. Divenne tenente di vascello il 1º luglio 1892 e il 26 aprile 1900 ebbe il comando della torpediniera d’alto mare 136 S (Schichau), cui seguirono quelli di altre tre unità della medesima classe, 127 S, 157 S, e 124 S. La sua esperienza a bordo della siluranti, interrotta nel 1905 dal comando della Ercole, riprese poco dopo sulle nuove unità della classe Pegaso Perseo, a bordo della quale fu promosso capitano di corvetta il 16 gennaio 1906, Procione, Cigno, Calliope, Pallade, Cassiopea. Tra un periodo di imbarco e un altro ebbe due volte, per brevi periodi, l’incarico di direttore dell'Ufficio idrografico del 2° Dipartimento marittimo. Per dieci mesi si imbarcò come secondo in comando sull'incrociatore protetto Piemonte, e quindi comandò in successione i cacciatorpediniere Dardo ed Euro (aprile 1908-ottobre 1909). Ritornò quindi sulle siluranti, imbarcandosi sulla 104 S come comandante dell'unità e della relativa squadriglia torpediniere.
Promosso capitano di fregata il 1º giugno 1911, dopo lo scoppio della guerra italo-turca partecipò nell'ottobre 1911 al bombardamento e alla presa di Tripoli come comandante della nave da battaglia Re Umberto, nave di bandiera dell'ammiraglio Umberto Cagni di Bu Meliana, e nel mese di dicembre alle operazioni contro Ain Zara e Tagiura. Dopo un periodo sulla nave da battaglia Italia, utilizzata in Patria per l'addestramento e come nave scuola, assunse il comando dell'incrociatore-torpediniere Caprera, impiegato nel blocco del Mar Rosso.
Nel maggio 1912 il Caprera catturò cinque sambuchi nei pressi di Al Ghulayfiqah e prese parte, insieme all’incrociatore Piemonte, al riuscito bombardamento della base navale ottomana di al-Hudayda, colpendo esclusivamente gli obiettivi militari assegnati, che erano prossimi all’ospedale, distruggendo le riservette a mare. Eseguì anche una operazione contro villaggi costieri a Zaranica, difficile da portare a termine a causa dell'inesistenza di adeguate carte idrografiche. Il ministro della marina Pasquale Leonardi Cattolica, con lettera del 3 ottobre 1912, si congratulò con lui per la perizia marinaresca dimostrata e per il sottile e saggio contegno tenuto nelle varie fasi della delicata missione ed inoltre ricevette un encomio solenne e la nomina a Ufficiale dell'Ordine della Corona d'Italia.
Nel maggio 1915, in vista dello scoppio della guerra con l'Impero austro-ungarico, assunse il comando dell'esploratore Quarto, nave ammiraglia della divisione esploratori dell'ammiraglio Enrico Millo, che fra il 31 maggio e il 9 giugno condusse una serie di scorrerie nel Basso Adriatico contro isole e coste nemiche. Nel corso di una missione, non lontano da Ragusa, rinvenne galleggiante e abbandonato col suo carico di bombe, l'idrovolante austriaco L 32, che fu portato preso la base di Brindisi. Promosso capitano di vascello il 1º luglio 1915, l'11dello stesso mese fu impegnato con la sua nave nella temporanea occupazione dell'isola di Pelagosa e quando, il 18 agosto, l'isola dovette essere evacuata, con il Quarto e 4 cacciatorpediniere, assicurò la protezione dell'operazione sul versante occidentale.
Nell'autunno del 1915 l'esercito serbo subì una disfatta irreparabile ad opera delle truppe austro-tedesche e dovette ritirarsi in disordine verso l'Albania portandosi dietro decine di migliaia di prigionieri austro-ungarici e masse di profughi civili. Il 9 dicembre egli fu nominato comandante della base navale di Valona, considerata un punto critico della costa in cui venivano a incrociarsi le truppe serbe che si imbarcavano per Corfù, i prigionieri austriaci da trasportare sull'isola dell'Asinara e in Francia, i profughi civili diretti oltremare, tutto questo tra rivalità e dissapori che coinvolgevano le tre Marine alleate presenti e la costante minaccia portata dalle unità della k.u.k. Kriegsmarine. Dal 30 maggio 1916 al 3 ottobre 1917, rimase di stanza a Valona, al comando dell'incrociatore corazzato Pisa, svolgendo un’intensa attività operativa nel Basso Adriatico e nello Ionio.
Dal 29 novembre 1917 al 12 ottobre 1918 alzò la sua insegna sull'incrociatore coloniale Campania, nave ammiraglia della stazione navale di Tripoli, come comandante navale superiore in Libia, ed effettuò continue uscite lungo le coste libiche controllate dai ribelli sulle quali i sommergibili tedeschi trovavano punti di appoggio. Dal 28 ottobre divenne capo di stato maggiore del Dipartimento marittimo di La Spezia.
Il 16 novembre 1918, appena terminata la guerra, fu promosso sottoammiraglio. Nominato direttore generale dell’Arsenale di La Spezia, mantenne l'incarico dal 27 febbraio 1919 al 10 aprile 1921. Divenuto contrammiraglio il 1º maggio 1919, passò al comando della divisione da battaglia della flotta l'11 aprile 1921, rimanendovi ininterrottamente fino al 21 marzo 1923, e poi per un ulteriore mese a fine estate 1924.  Alzò la sua insegna sulle corazzate Andrea Doria, Dante Alighieri, Caio Duilio e di nuovo sulla Andrea Doria. Comandante superiore del corpo Reali Equipaggi per quattro mesi, fu capo della stazione navale di Napoli a partire dal 21 luglio 1923. Divenuto contrammiraglio di divisione il 1º dicembre di quell’anno, ricoprì quell'incarico sino al 21 luglio 1925. Il 22 agosto dello stesso anno fu nominato viceammiraglio di squadra, per divenire ammiraglio di squadra il 30 luglio 1926. Fu vicepresidente del Consiglio superiore di marina dal 1º dicembre 1925 al 22 ottobre 1926, e il giorno dopo si imbarcò sull'incrociatore leggero Ancona, come comandante della squadra esploratori e vicecomandante dell'armata navale, di cui dopo due mesi (il 22 dicembre 1926) ne divenne comandante in capo. La flotta rimase ai suoi ordini, promosso ammiraglio d'armata il 17 marzo 1927, fino al 16 marzo 1928, avendo come nave ammiraglia, la nave da battaglia Conte di Cavour.
Nominato Comandante in capo del Dipartimento marittimo del Basso Tirreno, con sede a Napoli, il 21 marzo 1928, ricoprì tale incarico fino al 5 novembre 1933, ricoprendo anche l'incarico di presidente del Comitato degli ammiragli dal 13 settembre 1932. Il 22 dicembre 1928 fu nominato Senatore del Regno d'Italia. Passato in posizione ausiliaria, dietro sua domanda, il 5 novembre 1933, in Senato fu membro supplente della Commissione d’istruzione dell'Alta Corte di giustizia (dal 1 maggio 1934 al 15 gennaio 1940), con una breve interruzione nella primavera 1939, e membro della Commissione dei Lavori pubblici e delle Comunicazioni dal 17 aprile 1939 alla morte.
Si spense a Viareggio il 20 gennaio 1940. Una via di Palermo porta il suo nome.

### Annotazioni
1. ↑  Figlio primogenito della coppia, nato all'interno di una famiglia di tradizioni militari marittime, il padre era ufficiale della Regia Marina e successivamente anche il fratello minore, Ugo, raggiunse il grado di ammiraglio.
2. ↑  Si trattava di torpediniere d’alto mare del tipo Thorneycroft, da 25 nodi.

### Fonti
1. 1 2 3 4 5 6 7 8 9 10 11 12 13 14  Alberini, Prosperini 2016, p. 380.
2. 1 2 3 4 5 6 7 8 9 10 11 12 13 14 15 16 17 18 19 20 21 22 23  Treccani.
3. ↑  Roma, Archivio dell’Ufficio storico della Marina militare, Base, b. 2101 [Caprera].
4. 1 2 3 4 5 6 7 8 9 10  Senato.